# Diada Nacional de Catalunya

La Diada Nacional de Catalunya és un símbol nacional segons l'article 8.1 de l'Estatut d'Autonomia.

La Diada Nacional de Catalunya o Diada de l'11 de Setembre és la festa nacional de Catalunya i es commemora anualment recordant la darrera defensa de Barcelona l'11 de setembre de 1714 per part dels últims vigatanistes que defensaven el monarca Habsburg de la casa d'Àustria que respectava un model descentralitzat i prometia defensar les institucions locals davant les forces que suportaven la monarquia borbònica i un model d'estat centralitzat.

## Diada Nacional de Catalunya
La primera llei promulgada pel reconstituït Parlament de Catalunya l'any 1980 va declarar institucionalment la Diada de l'Onze de Setembre com a festa nacional de Catalunya:
| « | LLEI 1/1980, de 12 de juny, per la qual es declara Festa Nacional de Catalunya la diada de l'onze de setembre: El recobrament nacional dels pobles passa, sens dubte, per la recuperació de les seves institucions d'autogovern. Passa, també, per la valoració i exaltació de tots aquells símbols a través dels quals les comunitats s'identifiquen amb si mateixes, ja que sintetitzen tota la complexitat dels factors històrics, socials i culturals que són les arrels de tota realitat nacional. D'entre aquests símbols, destaca l'existència d'un dia de Festa, en el qual la Nació exalta els seus valors, recorda la seva història i els homes que en foren protagonistes i fa projectes de futur. El poble català en els temps de lluita va anar assenyalant una diada, la de l'onze de setembre, com a Festa de Catalunya. Diada que, si bé significava el dolorós record de la pèrdua de les llibertats, l'onze de setembre de 1714, i una actitud de reivindicació i resistència activa enfront de l'opressió, suposava també l'esperança d'un total recobrament nacional. Ara, en reprendre Catalunya el seu camí de llibertat, els representants del Poble creuen que la Cambra Legislativa ha de sancionar allò que la Nació unànimement ja ha assumit. Per això, el poble de Catalunya estableix, per la potestat del seu Parlament, la següent Llei: Article Primer: Es declara Festa Nacional de Catalunya la Diada de l'11 de setembre. Article Segon: Aquesta Llei entrarà en vigor el mateix dia de la seva publicació al Diari Oficial de la Generalitat. Per tant, ordeno que tots els ciutadans de Catalunya cooperin en el compliment d'aquesta Llei i que els Tribunals i autoritats la facin complir. Palau de la Generalitat, a Barcelona, 12 de juny de 1980. Jordi Pujol, President de la Generalitat de Catalunya. | » |

El 2006, en l'Estatut d'Autonomia es promulgà legalment que la bandera de Catalunya, l'himne Els segadors, i la Diada de l'Onze de Setembre, eren els símbols nacionals de Catalunya: 
| « | Article 8. Símbols de Catalunya: 1. Catalunya, definida com a nacionalitat en l'article 1, té com a símbols nacionals la bandera, la festa i l'himne. 2. La bandera de Catalunya és la tradicional de quatre barres vermelles en fons groc i ha d'ésser present als edificis públics i en els actes oficials que tinguin lloc a Catalunya. 3. La festa de Catalunya és la Diada de l'Onze de Setembre. 4. L'himne de Catalunya és Els segadors. 5. El Parlament ha de regular les diverses expressions del marc simbòlic de Catalunya i n'ha de fixar l'ordre protocol·lari. 6. La protecció jurídica dels símbols de Catalunya és la que correspon als altres símbols de l'Estat. | » |

## Història

### La Guerra de Successió Espanyola i la instauració de l'Absolutisme borbònic
L'11 de setembre de 1714 tingué lloc la darrera defensa de Barcelona després de 14 mesos de setge davant el duc de Berwick durant la Guerra de Successió en la qual els Borbó (Felip V) i els Àustries (amb l'Arxiduc Carles) varen lluitar per tot Europa per la corona d'Espanya, on va adquirir caràcter de guerra civil, ja que els partidaris d'ambdós candidats estaven repartits per tot el territori, concentrant-se els filipistes a la part de la Corona de Castella (Castella, Andalusia i nord-oest de la península), i els austriacistes a la Corona d'Aragó (Regne d'Aragó, Principat de Catalunya, Regne de València i Regne de Mallorca). Amb la victòria de Felip V, s'implantà un sistema polític uniforme a gairebé tots els seus dominis, que a partir d'aquell moment comprengueren, a més de la Corona de Castella, la d'Aragó. Es van derogar els privilegis nobiliaris, els Furs locals i les institucions d'autogovern abans respectades per la Casa d'Àustria a tots els regnes declarats austriacistes (Menorca, llavors sota domini anglès, se'n va escapar temporalment). Per això, l'11 de setembre també es recorda la consegüent abolició de les institucions i llibertats civils catalanes.

### Vindicació del model constitucional abolit el 1714

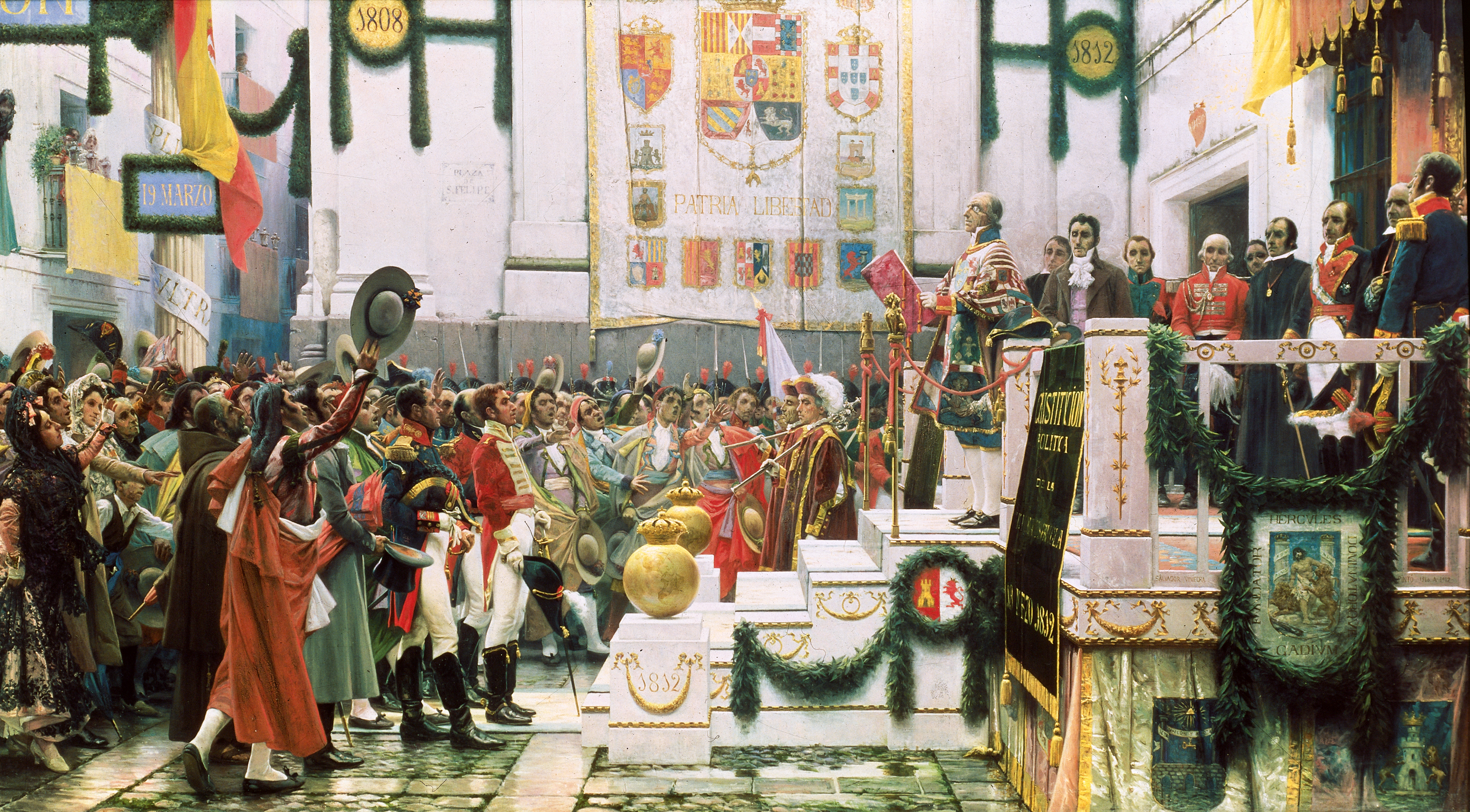
El 1812, davant el col·lapse de l'absolutisme borbònic, els diputats catalans a les corts de Cadis, amb Antoni de Capmany al capdavant, vindicaren les Constitucions catalanes abolides el 1714 per Felip V, 98 anys enrere.
La incapacitat del liberalisme espanyol per encabir en el naixent regne constitucional d'Espanya les reivindacions de Catalunya donaren carta de naturalesa al carlisme català.

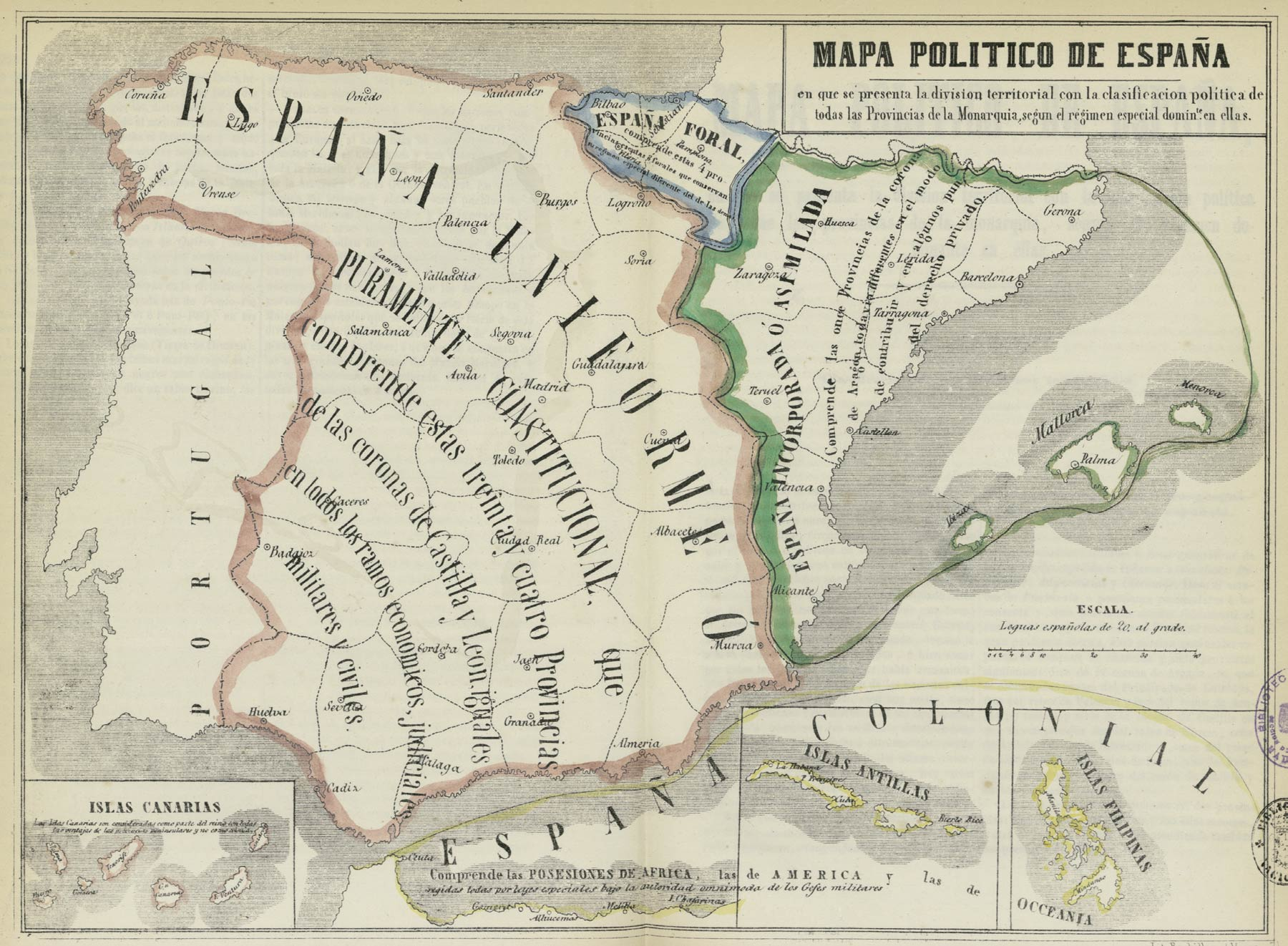
Mapa polític d'Espanya de 1852, per Jorge Torres Villegas. El mapa identifica políticament els territoris «purament constitucionals» (Corona de Castella), els territoris «forals» (País Basc i Navarra), els territoris «colonials» (Marroc, Filipines i Cuba) i els «territoris assimilats» (Corona d'Aragó).

La primera reivindicació dels extints estats de la Corona d'Aragó denunciant el règim absolutista resultat de la Nova Planta fou el memorial de greuges anomenat Representación (1760); el document contenia una denúncia de diversos crítics a la política borbònica, sobretot al monopoli del poder pel Consell de Castella i els castellans a la Corona d'Aragó, i la impossibilitat dels súbdits d'aquesta d'accedir als càrrecs de Castella. Per això feien una defensa i exaltació dels aspectes positius del sistema anterior a la Nova Planta i de la seva justícia, i reclamaven la igualtat de representació entre els regnes, contra la discriminació de la Corona d'Aragó. Els Decrets de Nova Planta que implantaren l'absolutisme a la monarquia espanyola quedaren derogats, de manera efímera, amb la Constitució Espanyola de 1812 (1812-1814); durant les sessions constituents el delegat català Antoni de Capmany va evocar les següents paraules:
| «                                                                                              | De este modo continuaron en Cataluña hasta principios del siglo XVIII los ayuntamientos de todas las ciudades y villas, siendo su modelo Barcelona, capital y ciudad insigne y corte de los reyes de Aragón, en medio de una monarquía (pero templada por leyes constitucionales) hasta que las armas de Felipe V las hicieron callar. [..] En esta forma popular continuó este cuerpo municipal hasta el año 1714, en que las armas de Felipe V, mas poderosas que las leyes, hicieron callar todas las instituciones libres en Cataluña, y Barcelona recibió un nuevo ayuntamiento baxo la planta aristocrática de las demas ciudades de la corona de Castilla. Y como no es menos famosa para la memoria histórica la época de la creación, que la de la abolición, de tan loables instituciones, ya que ha oido el Congreso los nombres de los primeros concelleres, sírvase oir los de los últimos, en cuyas manos espiró la libertad barcelonesa, que son los siguientes: Rafael Casanova, Ramon Sans, Francisco Vidal, mercader; José Llaurador, escribano, y Geronimo Ferrer, guantero. | » |
| — Diario de las discusiones y actas de las Cortes de Cádiz, Volum 14, p.337, Antoni de Capmany | |   |

Els Decrets de Nova Planta quedaren definitivament abolits quan col·lapsà l'Antic règim absolutista i es posà fi a la Monarquia Absoluta Borbònica l'any 1833, un segle després de la seva imposició per les armes, i quedà instaurat el Regne constitucional d'Espanya. Això no obstant, però, l'establiment d'un estat liberal no suposà la recuperació del sistema constitucional propi dels altres estats de la Corona d'Aragó, sinó que consagraren el Regne constitucional d'Espanya com un règim polític únic, uniforme, i centralitzat –excepció feta dels territoris amb drets històrics i règim foral–, que era l'herència directa de l'antiga Monarquia Absolutista Borbònica, i que només reconeix a una única nació, la Nació Espanyola. La derogació dels decrets de Nova Planta i del règim absolutista fou ratificada legalment per la Constitució Espanyola de 1837; poc després, el 1839, Pau Piferrer dedicaria des de les pàgines del segon volum Recuerdos y bellezas de España, noves consideracions sobre el govern municipal propi dels estats de la Corona d'Aragó abolit per Felip V el 1714. La incapacitat del naixent regne constitucional d'Espanya per encabir les reivindacions de Catalunya dins el règim liberal espanyol donaren carta de naturalesa al carlisme català, que durant tot el segle xix abanderà sublevacions i tres guerres civils: la Regència d'Urgell, la Guerra dels Malcontents (1827), la Primera Guerra Carlina (1833–1840), la Segona guerra carlina (1846–1849), i la Tercera guerra carlina (1872–1876).

### Lluita per la restauració de les constitucions catalanes

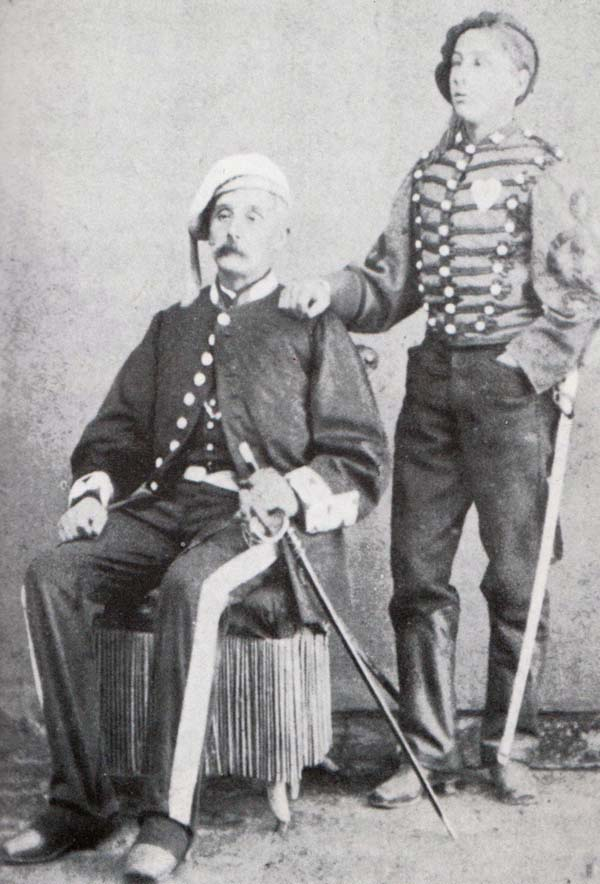
Francesc Solà, cap de la intendència carlina, i el seu fill eren de Taradell (Osona). El carlisme portà a Espanya a tres guerres civils tot al llarg del. El 1874 els carlins instauraren la Diputació General de Catalunya o Generalitat carlina, que restaurava la Diputació del General de Catalunya abolida per Felip V el 1714.

El 1841 Antoni Llinàs inicià l'enderroc de la Ciutadella militar de Barcelona al crit de «Victòria per Catalunya i per Barcelona!», per bé que poc després Espartero ordenà l'arrest d'aquell i la feu restaurar; el 1863 l'historiador Víctor Balaguer redactà Historia de Cataluña y de la Corona de Aragón, i dos carrers de l'Eixample de Barcelona foren dedicats a Rafael Casanova i Antonio de Villarroel. Amb la Revolució de Setembre de 1868, el nou cap del govern espanyol fou el general català Joan Prim, que, coneixedor dels anhels dels barcelonins, decretà la cessió de la fortalesa a la ciutat i aquesta n'ordenà immediatament l'enderroc amb la instauració d'una placa que deia: «La tiranía de Felipe V, primer Borbón, levantó la Ciudadela. La libertad, al arrojar de España al último Borbón, la derriba». El 1871 l'historiador Mateu Bruguera publicà Historia del memorable sitio de Barcelona i el 1874, en el marc de la Tercera Guerra Carlina, fou instaurada la Diputació General de Catalunya o Generalitat carlina, que restaurava la Diputació del General de Catalunya abolida per Felip V el 1714, en virtut del decret signat a Estella-Lizarra pel pretendent Carles VII i mitjançant el qual es comprometia a la restitució dels Furs catalans; el decret de restauració de la Generalitat de Catalunya constava de vint articles que forjaven els pilars de la recuperació de les llibertats catalanes i retornava a Catalunya les competències en impostos, justícia, municipis, policia, exèrcit, ensenyament i funcionaris entre d'altres.
| «                               | [traducció del castellà] Catalunya rep la prova més autèntica de l'estima i predilecció que li professa el rei nostre senyor En Carles VII, creant la Diputació General de Catalunya, amb la qual retorna al Principat la seua autonomia administrativa i estableix els fonaments dels nostres passats. [..] Concloguem ja amb decisió i energia l'obra iniciada, de manera que allò que ara és auguri, sigui realització completa, perquè el Rei tan sols té una paraula, i aquesta l'empenyorà en retornar-nos les nostres cobdiciades Llibertats. [..] Catalans: Fe, abnegació i patriotisme, i haurem salvat el sacre dipòsit dels nostres Furs. | » |
| — General Rafael Tristany, 1874 | |   |

El 1886 l'ajuntament de Barcelona aprovà la construcció de dues estàtues per embellir el passeig de Sant Joan, l'una dedicada a Bernat Desclot i l'altre a Rafael Casanova. El 1889, quan no havia ni transcorregut un any de la seva inauguració, l'estàtua dedicada a Rafael Casanova es convertí en símbol de la defensa de les institucions catalanes quan fou punt de concentració de la manifestació organitzada en protesta per la promulgació a Madrid de la reforma del codi civil espanyol, que arraconava a la pràctica el dret civil català, que havia sobreviscut a l'abolició del dret públic català el 1714.

### Inici de la commemoració anual

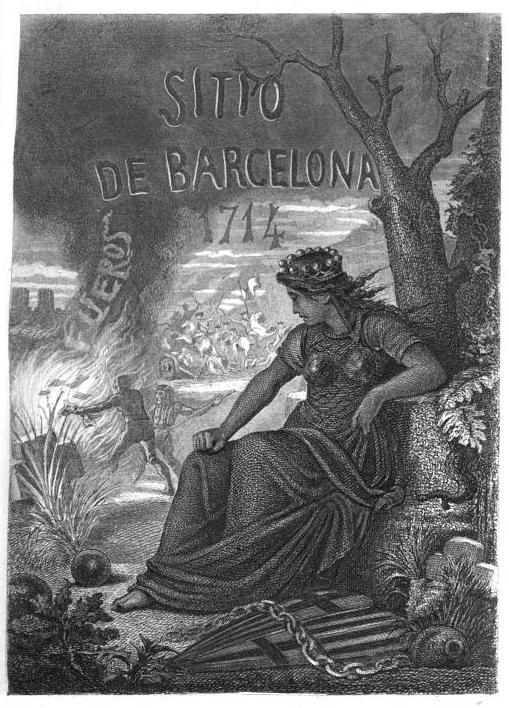
Historia del memorable sitio y bloqueo de Barcelona de l'historiador carlí Mateu Bruguera publicat el 1871.

El primer acte de commemoració de l'Onze de Setembre fou la missa oficiada a la parròquia de Santa Maria del Mar, a tocar del Fossar de les Moreres, en honor dels màrtirs morts, que es dugué a terme l'11 de setembre de 1886. La cerimònia es veié entorpida per la prohibició del sermó que havia d'anar a càrrec del canonge de la seu de Vic Jaume Collell. L'acte també fou criticat pels republicans pel seu caràcter religiós, i es mostraren crítics amb Jaume Collel pels seus plantejaments catalanistes i catòlics; malgrat les crítiques dels republicans radicals, la missa del 1886 en honor dels màrtirs que moriren defensant les llibertats catalanes fou primera commemoració de l'11 de setembre. La missa, sense sermó, fou oficiada per Jaume Collel, i comptà amb la presència d'Àngel Guimerà i Valentí Almirall. La tradicional missa en honor dels morts el 1714 fou, a partir del 1900, oficiada per la Lliga Espiritual de la Mare de Déu de Montserrat, l'associació seglar fundada per Josep Torras i Bages, a la parròquia de Sant Just i Sant Pastor.

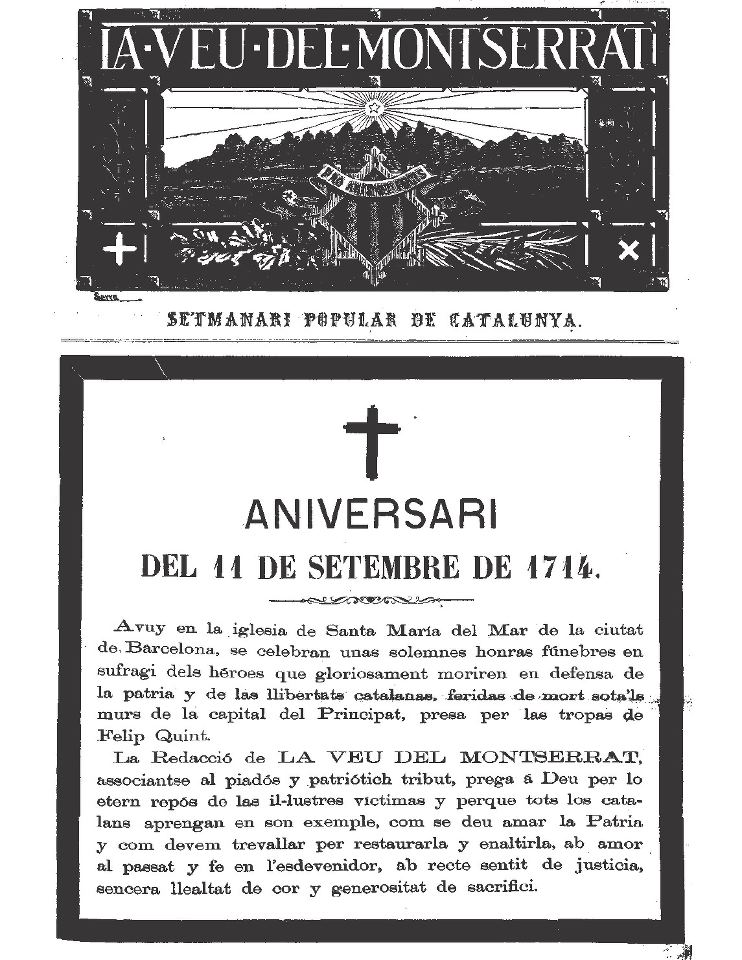
La Veu del Montserrat, portaveu del catalanisme de dretes i catòlic, convocant a la missa pels màrtirs del 1714: «perque tots los catalans aprengan en son exemple, com se deu amar la Patria com devem trevallar per restaurarla y enaltirla, ab amor al passat y fe en l'esdevenidor».

El 1888, coincidint amb la inauguració de l'Exposició Universal, s'instal·là l'estàtua en honor de Rafael Casanova, que es convertiria en el punt de referència dels actes reivindicatius. Des del 1891 l'entitat Foment Catalanista, entitat adherida a la Unió Catalanista, s'encarregà d'organitzar la tradicional vetlla necrològica en honor dels màrtirs del 1714 a Barcelona, actes que s'anaren expandint a altres viles i ciutats. L'estructura dels actes de commemoració de l'11 de setembre era similar arreu: misses pels morts, conferències històriques, dissertacions erudites, discursos, càntics, representacions de les obres de teatre que evocaven els fets de 1714, i lectures literàries de poemes; els textos més llegits eren els de l'obra d'Aulèstia i Pijoan relatius a la caiguda de Barcelona, així com els de Víctor Balaguer, els de Mateu Bruguera, i els de Sanpere i Miquel. Finalitzats els actes, i a partir de l'any 1894, els assistents a l'acte sortien dels locals i en processó anaven a l'estàtua en honor de Rafael Casanova per fer-hi acte d'homenatge amb ofrenes florals. Això provocà que les autoritats seguissin de prop les activitats i el 1896 fou segrestat el número especial que el periòdic Lo Regionalista dedicava a la diada. Les publicacions catalanistes emulaven així a les publicacions republicanes i obreristes, que tenien com a dies assenyalats l'11 de febrer, l'1 de maig, i el 14 de juliol, mentre que els espanyolistes commemoraven el 2 de maig i el 12 d'octubre.
En la commemoració del 1901 davant el monument a Rafael Casanova i convocada per Lluís Marsans i Sola amb les associacions Catalunya i Avant, Lo Sometent, Lo Renaixement, Los Montanyenchs, La Falç i Lo Tràngul, es produïren les primeres detencions arran dels enfrontaments amb els lerrouxistes que volien boicotejar i rebentar l'acte. Després de fer l'ofrena d'una corona de flors, es produïren enfrontaments amb la policia, amb 30 detinguts (entre ells, el futur escriptor Josep Maria Folch i Torres). Altres dos detinguts d'aquell dia, Lluís Manau i Josep Soronelles, fundarien La Reixa, societat d'ajut als presos catalanistes i que s'adherí a la Unió Catalanista. El dia 15, el president de la Unió, Manuel Folguera i Duran, convocà una manifestació de protesta per les detencions que aplegà unes 12.000 persones. Aquestes detencions convertiren un acte, que fins aleshores era cultural i elegíac, en un acte de reivindicació política.
En la diada del 1905 s'incorporaren a la Comissió organitzadora de la Diada el CADCI i la Lliga Regionalista, i cridaren a portar ofrenes florals i a endolar els balcons. El Govern Civil ho va prohibir i va posar fortes multes als organitzadors, alhora que es van fer alguns atemptats contra les seus de diferents publicacions catalanistes i populars. Aquell any la diada del corpus de sang, que també es realitzava conjuntament amb la de l'11 de setembre, fou A les protestes populars el govern espanyol va respondre amb la Llei de jurisdiccions en defensa de l'honor de l'exèrcit i de la unitat de la pàtria.

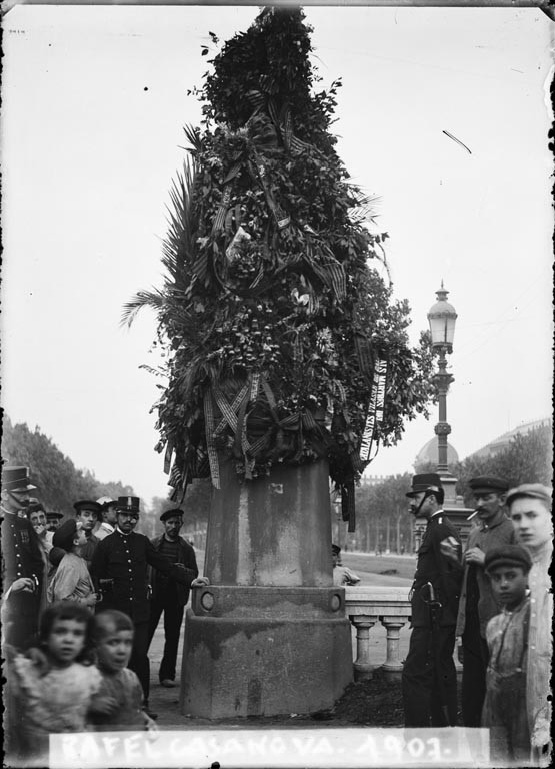
Estàtua de Rafael Casanova en el seu emplaçament primigeni al Saló de Sant Joan, davant l'arc de triomf, inaugurada el 1888. El 1889 els membres de la conservadora Lliga de Catalunya es concentraren sota l'estàtua durant la campanya contra el nou codi civil espanyol que atemptava contra el dret civil català diferenciat.

Les commemoracions dels anys posteriors van estar marcades per la dretanització de la Lliga Regionalista i el seu enfrontament amb els sectors més radicals, cosa que provocà el rebuig de la commemoració entre republicans i socialistes. Enric Prat de la Riba es mostrava contrari a la commemoració pel seu contingut romàntic i intransigent, mentre que Lluís Marsans i Sola n'afirmà la necessitat com a afirmació de la lluita per la llibertat. En les diades de 1912 i 1913, l'Ajuntament de Barcelona, dominat pels lerrouxistes, rebutjà fer una ofrena floral al monument de Rafael Casanova. El 1913 es van començar a fer les primeres ofrenes al Fossar de les Moreres per part del Casal Nacionalista Martinenc. El 1916 es produïren més incidents que acabaren amb tres detencions.
Les commemoracions del 1917 al 1920 van estar marcades per la vaga general de 1917, l'Assemblea de Parlamentaris i la vaga de la Canadenca, i pel paper de la Lliga Regionalista en tots aquests moviments. La diada de 1923 fou un gran esdeveniment de masses, amb més d'un miler d'ofrenes florals, actes arreu del Principat de Catalunya i una certa participació institucional. Però les manifestacions provocaren 17 ferits, cinc policies i dotze manifestants, i diverses detencions. El president de la Mancomunitat de Catalunya expressà en persona la seva queixa al governador civil. Però el cop d'estat que instaurà la dictadura de Miguel Primo de Rivera va suprimir novament la commemoració durant set anys.

### Institucionalització durant l'autonomia republicana (1931-1939)
La caiguda de la dictadura i la proclamació de la Segona República Espanyola van acabar amb la prohibició de la commemoració. La diada de 1931 fou marcada pel plebiscit per l'Estatut de Núria, i la del 1932 per l'aprovació de l'estatut (dos dies abans de la diada). S'hi adheriren un miler d'ajuntaments catalans i la participació popular fou nombrosa. La de 1934 fou marcada pels conflictes generats per la Llei de Contractes de Conreu, i pels posteriors fets del sis d'octubre.
A la commemoració de 1935, els representants municipals de la Lliga Catalana foren rebuts amb hostilitat quan portaven la seva ofrena a Rafael Casanova, i els aldarulls amb la policia se saldaren amb setze detinguts. Malgrat el desplegament policial i les prohibicions, una multitud reclamà la recuperació de les llibertats, l'autonomia i l'amnistia pels membres del govern empresonat. Les commemoracions de 1936, 1937 i 1938, enmig de la Guerra Civil espanyola, es van caracteritzar pel seu significat antifeixista, fins i tot en la diada de 1937 hi va participar el sindicat anarquista CNT.

### Sota el franquisme (1939-1975)
Durant la dictadura franquista la commemoració fou novament prohibida, i fou relegada a l'àmbit familiar i particular, però es continuà realitzant de manera clandestina. El monument a Rafael Casanova fou retirat. Des del 1940 el Front Nacional de Catalunya aprofitava la diada per a dur a terme algunes accions propagandístiques: llançament d'octavetes, penjament de senyeres, etc. En la diada de 1946 el jove del FNC Josep Corbella fou mort a trets per la policia mentre enganxava pasquins. A partir del 1947, però, la davallada del FNC per l'empresonament de la majoria dels seus membres va fer decaure la commemoració.
No fou fins al 1964 quan es va reunir una comissió per a commemorar l'onze de setembre (Comitè de l'Onze de Setembre), aprofitant el 250è aniversari i coincidint amb la celebració franquista dels 25 años de paz, composta per Joan Reventós, Josep Benet, Jordi Carbonell, Joan Colomines, Heribert Barrera, Joan Cornudella, Joan Ballester i Santiago Albertí. Es van imprimir octavetes i es van aplegar unes 3.000 persones a Barcelona. A Sabadell es penjà una senyera al Monument a los Caídos. El governador civil, Antonio Ibáñez Freire, va fer detenir 7 persones i imposà fortes multes.
En la diada de 1967 un representant de Comissions Obreres i del Partit Socialista Unificat de Catalunya van formar part del Comitè, cosa que va donar un tarannà més popular i reivindicatiu a la commemoració. Les següents commemoracions restarien en segon pla a causa de la formació de la Coordinadora de Forces Polítiques de Catalunya i de l'Assemblea de Catalunya. Més sonada fou la diada de 1971, quan un grup de militants del FNC (Robert Surroca, Àlvar Valls, Joan Colomines i Ton Ribas), a una habitació de l'hotel Duval de Barcelona, van col·locar dos altaveus que van difondre un missatge del Front amb la música d'Els Segadors. El 1973 van intentar repetir la fita a través d'una emissió pirata de TVE del sector Tarragona-Reus, però la deficiència dels aparells emprats va fer fracassar l'operació.

### Recuperació de la democràcia (des de 1976)

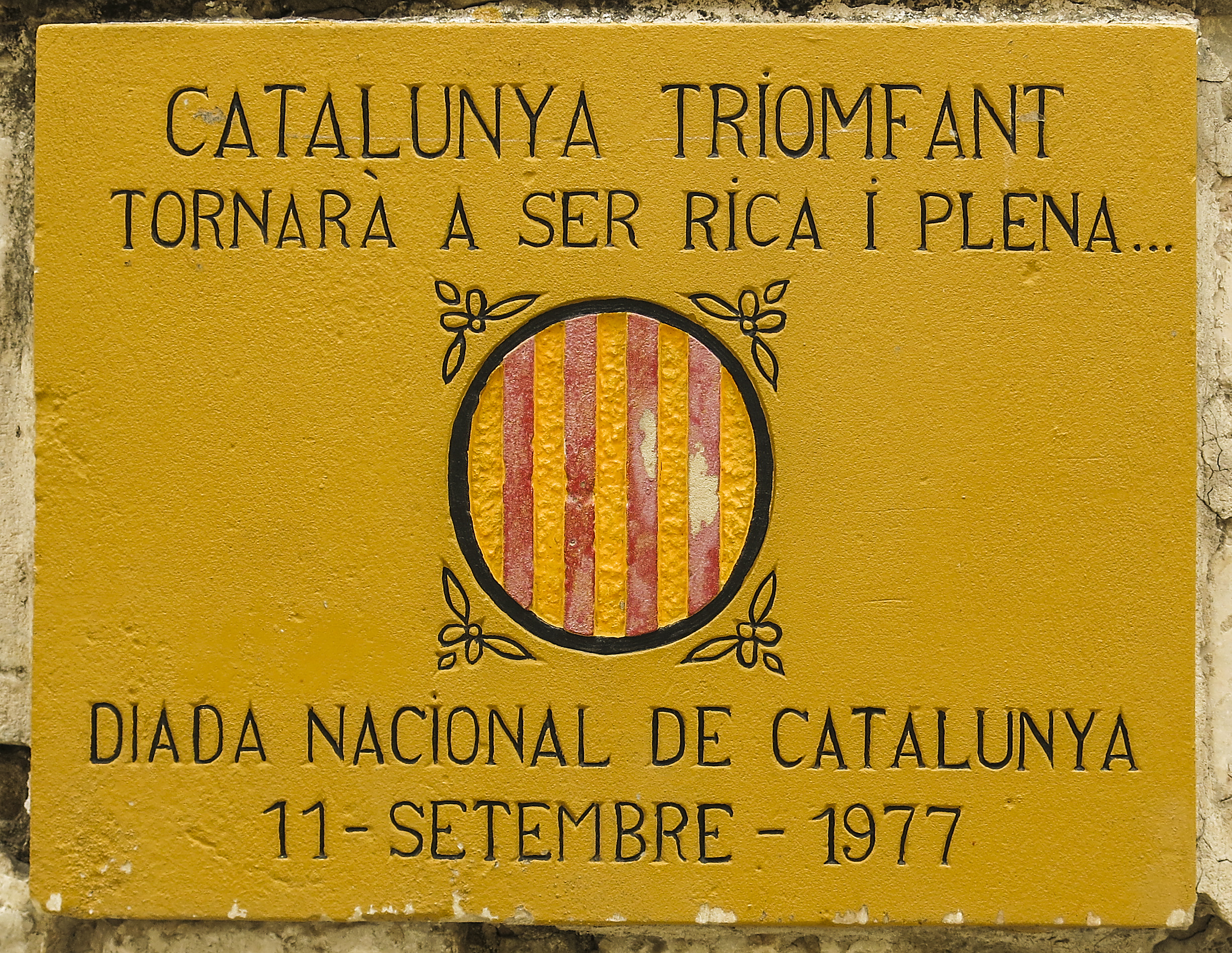
Commemoració a Montblanc

L'Assemblea de Catalunya va convocar un acte massiu a Sant Boi de Llobregat l'11 de setembre de 1976, que va ser la primera commemoració legal de la Diada des de l'ocupació franquista de Catalunya.
L'any següent, 1977, es va poder realitzar per primer cop a Barcelona, amb una gran manifestació d'un milió de persones sota el lema «Llibertat, amnistia i estatut d'autonomia». Les conseqüències polítiques d'aquesta manifestació no es van fer esperar gaire: el 29 de setembre es va restablir la Generalitat de Catalunya i el 15 d'octubre es va aprovar la llei d'amnistia política. L'Estatut d'Autonomia es va aprovar el 1979, i la llibertat es va anar aconseguint a poc a poc durant la Transició.
Des de la proclamació oficial com a festa nacional de Catalunya, l'any 1980, els actes de la Diada estan presidits per les institucions nacionals, i les entitats i els partits polítics tradicionalment fan ofrenes florals molt abundants, tant a Barcelona com a la resta del Principat, als monuments de Rafael Casanova i Josep Moragues. Les organitzacions i grups independentistes també presenten ofrenes al Fossar de les Moreres, on foren enterrats molts dels defensors morts durant el setge de la ciutat.
Al llarg del dia hi ha manifestacions, concerts i s'organitzen parades informatives amb un caire reivindicatiu o festiu, que durant la dècada de 1980 concentraven uns pocs milers de participants. Molts ciutadans pengen la senyera o l'estelada als balcons. Els darrers anys a Barcelona s'ha popularitzat el pa de Sant Jordi també per a aquesta diada.
Degut al caràcter institucional i reivindicatiu de la jornada, en la majoria d'actes públics s'interpreta Els Segadors, l'himne de Catalunya. Des de 2004, té lloc l'acte institucional de la Diada Nacional de Catalunya, organitzat conjuntament pel Govern de la Generalitat i el Parlament de Catalunya al Parc de la Ciutadella de Barcelona. L'acte vol recordar diferents efemèrides al voltant de fets i
personalitats rellevants de la cultura catalana.

#### La Festa per la Llibertat
La Festa per la Llibertat es configura com un acte polític de la societat civil catalana, per commemorar la Diada de manera festiva i alhora reivindicativa. Aquest esdeveniment, organitzat per Òmnium Cultural i amb el suport de la Comissió 11 de setembre, és un acte polític d'afirmació i reivindicació nacional, de forma oberta i participativa. Per aquest motiu, des de l'any 2000 unes dues-centes entitats de la societat civil catalana realitzen un acte que comprèn una mostra d'entitats, la lectura d'un manifest que compta amb el suport de les entitats i un concert de música que clou l'esdeveniment.

### Nou clam
L'11 de setembre de 2012 es va realitzar una massiva manifestació a Barcelona, organitzada per l'Assemblea Nacional Catalana (ANC) sota el lema «Catalunya, nou estat d'Europa». El ball de xifres varià segons la font, des dels 2 milions dels organitzadors als 600.000 de la delegació espanyola a Catalunya. L'any següent l'ANC també va organitzar la Diada Nacional de Catalunya una cadena humana per la independència, coneguda com a Via Catalana.
Les diades del 2012 i del 2013 han estat les més majoritàries de tota la història de Catalunya. La Via Catalana, la cadena humana independentista que el 2013 va recórrer tot el territori català, mai havia tingut cap precedent. La participació massiva s'explica, en bona part, pel fracàs de l'intent de reforma de l'Estatut d'Autonomia impulsat pel Parlament de Catalunya el 2005. El text aprovat en referèndum pel poble de Catalunya, el 2006, fou desvirtuat pel Tribunal Constitucional d'Espanya, cosa que motivà una forta reacció popular en contra que afavorí una gran manifestació el 10 de juliol de 2010. Sectors molt amplis de la societat catalana començaren a reivindicar el dret a decidir del poble de Catalunya.
L'any 2014 es va omplir la Diagonal i la Gran Via de les Corts Catalanes de gent fins a la Plaça de les Glòries, formant així una V, la Via Catalana 2014. La gent va anar vestida amb una samarreta de color vermell o groc segons el tram assignat, i així es va aconseguir formar un mosaic amb la senyera. Va ser un altre acte reivindicatiu reclamant la independència de Catalunya, al qual van assistir 1 milió 800.000 persones segons la Guàrdia Urbana (segons el govern, entre 520.000 i 550.000, i segons l'organització, més de 2 milions i mig de persones). Per la Diada de 2015 es va omplir l'avinguda Meridiana, la Via Lliure, en la qual la gent portava un punter de diferent color segons el tram escollit, que cada color representava un valor que hauria de tenir l'estat independent de Catalunya. Hi havia un punter gegant que recorria tota la Meridiana, i quan aquest passava, la gent havia d'alçar el seu punter. El punter assenyalava al Parlament, volent dir que és el President qui ha de proclamar la independència. En aquesta darrera manifestació hi van assistir 1 milió 400.000 persones. El 2016 l'acte es va descentralitzar, es va titular A punt i es van realitzar concentracions als municipis de Barcelona, Berga, Lleida, Salt i Tarragona. El 2017, de nou a Barcelona, es va organitzar La Diada del Sí, a les vistes d'un eventual referèndum per la independència de Catalunya, de l'1 d'octubre de 2017.

## Exposicions

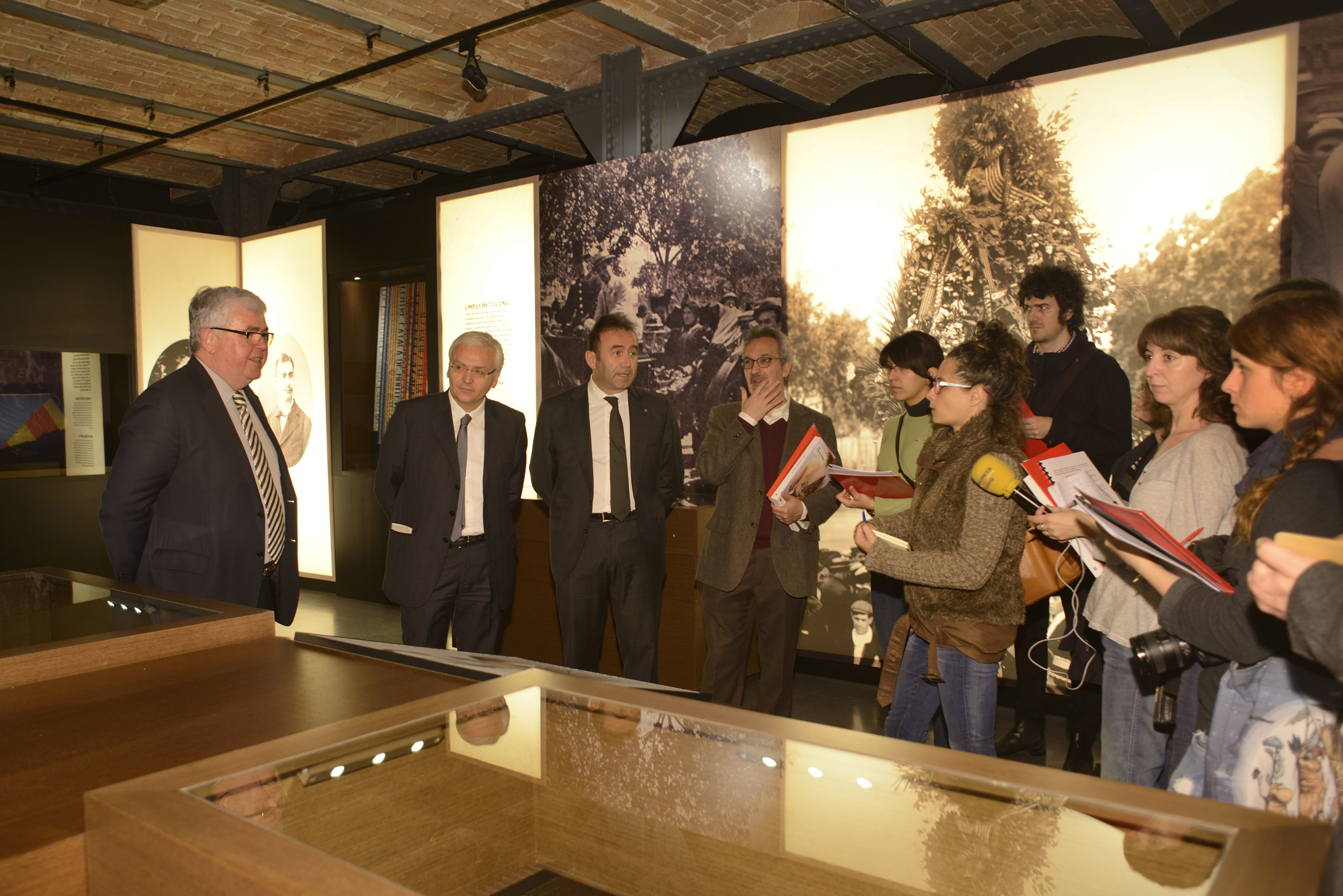
Presentació a premsa de l'exposició 300onzes de setembre

El març de 2014 el Museu d'Història de Catalunya inaugurà l'exposició 300 onzes de setembre, una exposició sobre el 300 aniversari de l'Onze de Setembre de 1714, en el marc del Tricentenari impulsat per la Generalitat de Catalunya, a través d'una mostra que ocupà 1.000 m quadrats on es revelen les claus del procés històric que ha portat a la consolidació de l'Onze de Setembre com a Diada Nacional de Catalunya. Segons el director del Museu, Agustí Alcoberro, va representar «un gran esforç de documentació en un tema que historiogràficament havia estat molt poc tractat. S'hi pot trobar el decret de Nova Planta en la seva versió original, firmat pel Rei Felip V, o una estàtua original, firmada per Rossend Nobas, de Rafael de Casanova.»